# 꼬리핵
꼬리핵(꼬리核,caudate nucleus) 또는 미상핵(尾狀核)은 대뇌 반구 속에 있는 길쭉하게 활처럼 휜 회백질 덩어리이다. 대뇌 변연계((limbic system)를 이루며 선조체(corpus striatum)의 일부를 이룬다.

## 변연계와 뇌간
| |
| 대뇌변연계(limbic system): fornix(뇌궁),Caudate nucleus(꼬리핵),Thalamus(시상),Putamen(조가비핵),Globus pallidus(담창구),Mammillary body(유두체),Amygdala(편도체),Hippocampus(해마) 및 뇌간(brain stem): Midbrain(중간뇌),Pons(다리뇌),Medulla(연수),Spinal cord(척수) |

## 꼬리핵 꼬리
꼬리핵꼬리는 꼬리핵에서 가쪽 뇌실의 관자뿔을 따라 아래 앞쪽으로 뻗은 가느다란 부분으로 끝에는 편도체(amygdala)가 위치한다. 이어서 편도체는 해마위에 놓여 접해있다.

## 같이 보기
- 대뇌기저핵

## 참고
- (의식에 대한 과학적 고찰: 뇌과학을 중심으로 Scientific Investigation of Consciousness: Focusing Mainly on Neuroscientific Approach

윤선아 ( Ah Yoon Seon ) 국제뇌교육종합대학원 뇌교육연구소 2009, 뇌교육연구, 4권 0호
- (뇌 가소성과 전뇌미술교육의 교육적 가치 Educational value of neuroplasticity and art education using allbrain

,백중열 한국기초조형학회기초조형학연구기초조형학연구 제13권 제6호2012 P225 - 239 )